# Victoria barlowi
Victoria barlowi är en fjärilsart som beskrevs av Louis Beethoven Prout 1922. Victoria barlowi ingår i släktet Victoria och familjen mätare. Inga underarter finns listade i Catalogue of Life.